# 多大浦港駅
多大浦港駅（タデポハンえき）は、大韓民国釜山広域市沙下区にある釜山交通公社1号線の駅。駅番号は096。「ウリワン病院」を副駅名としている。

## 駅構造
相対式ホーム2面2線を備えた地下駅。フルスクリーン型のホームドアが設置されている。改札内で双方のホームを往来することはできない。出口は4ヵ所ある。

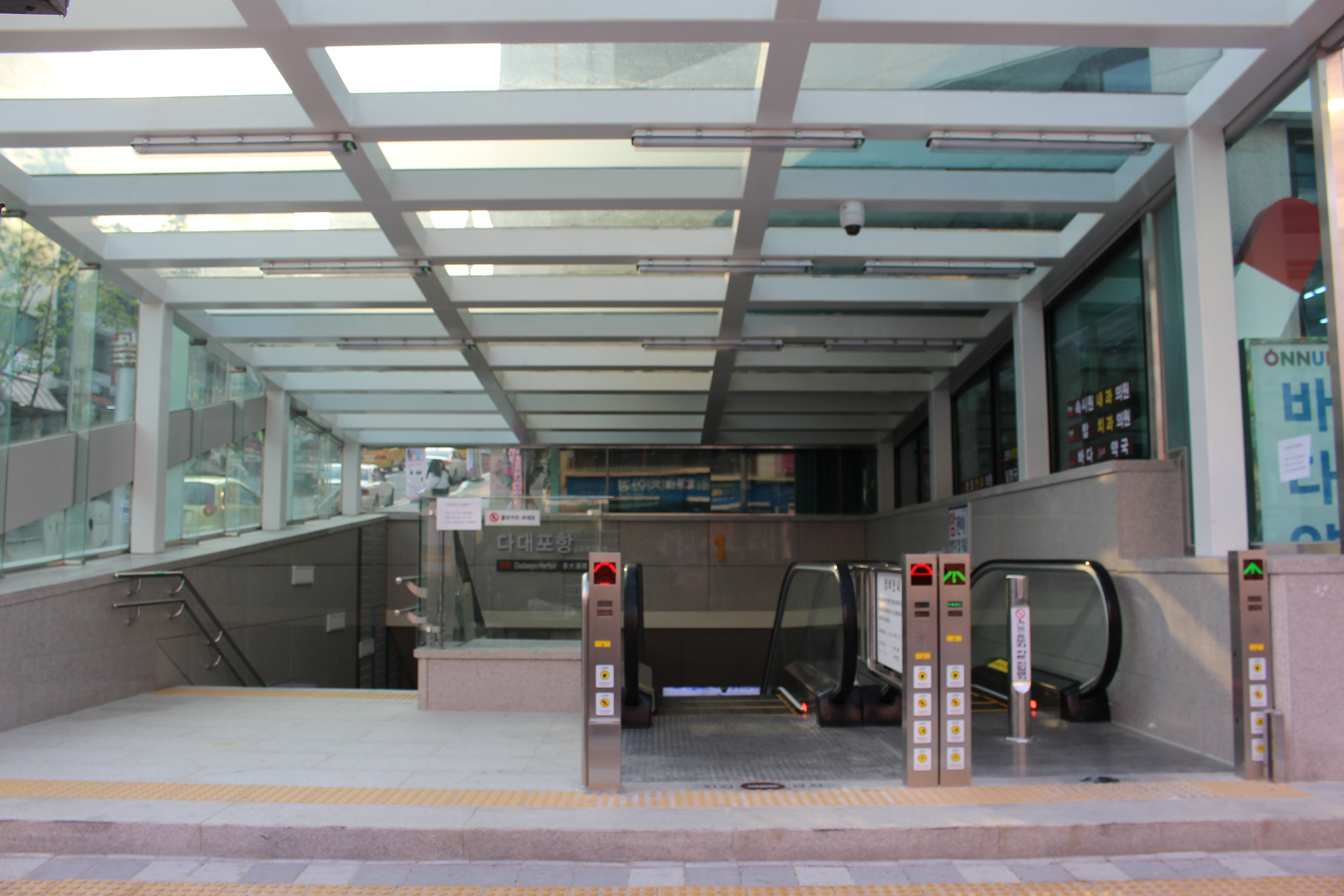
1番出入口（2017年4月）
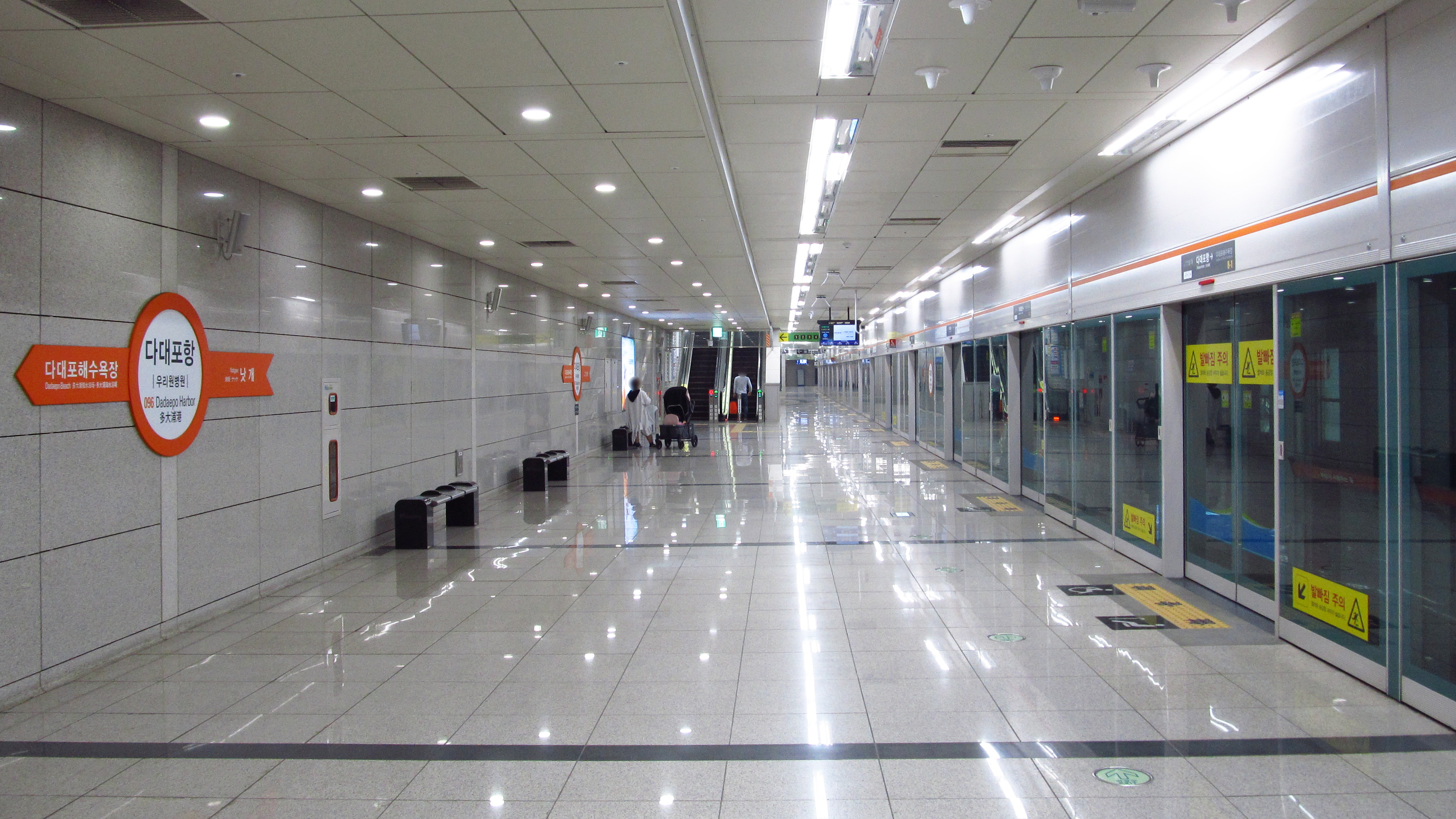
上りホーム（2018年4月）
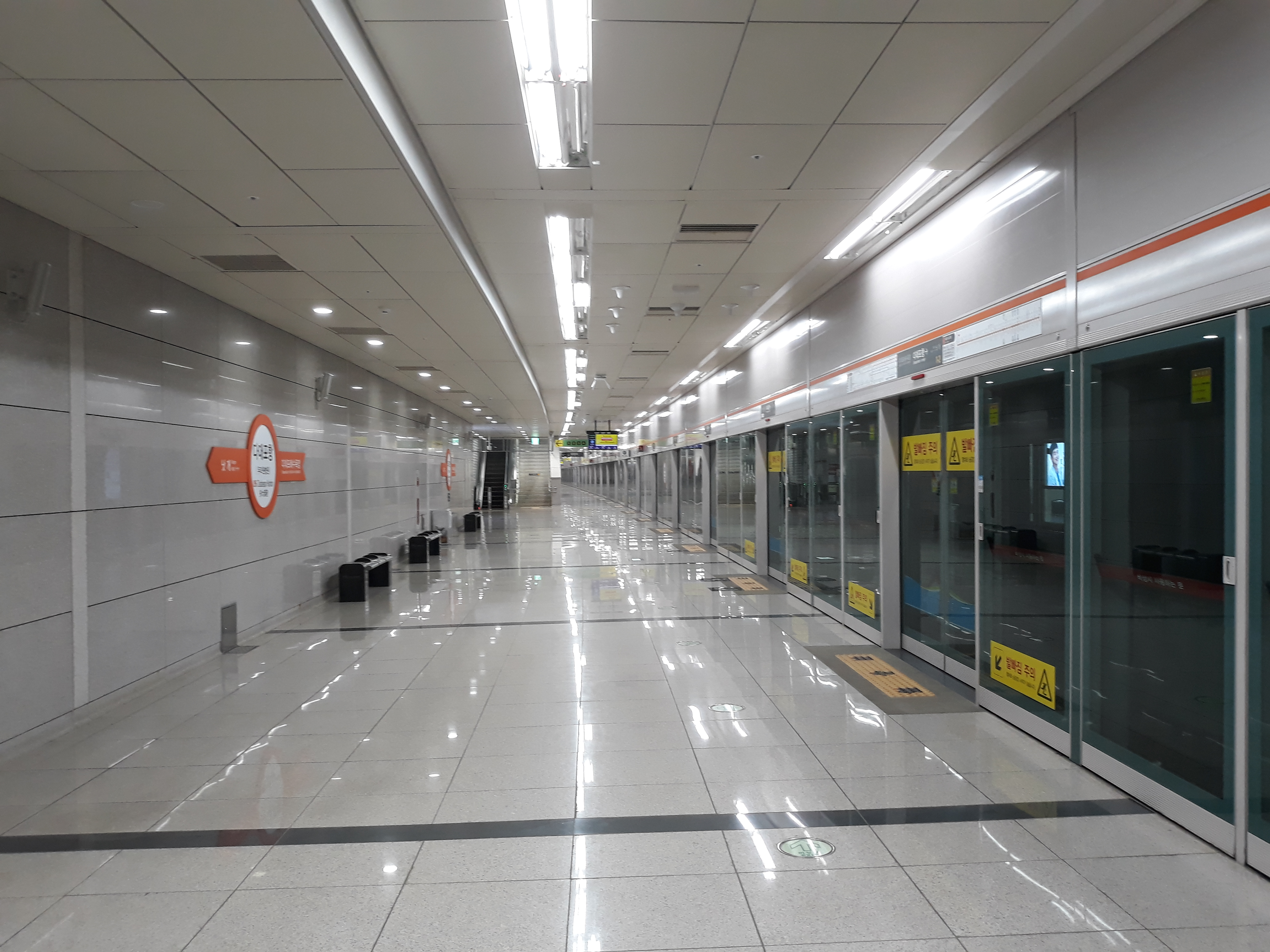
下りホーム（2018年4月）
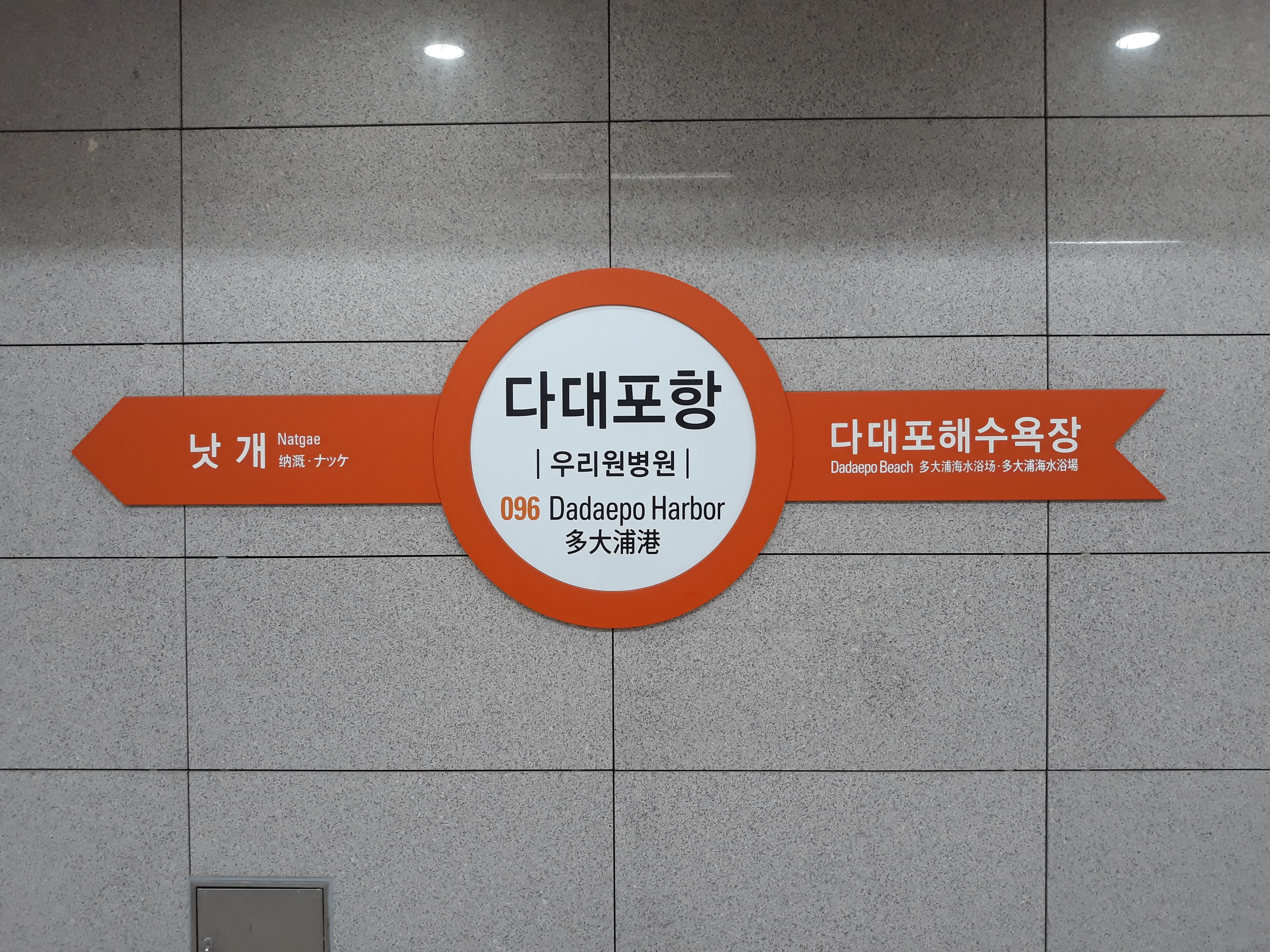
駅名標
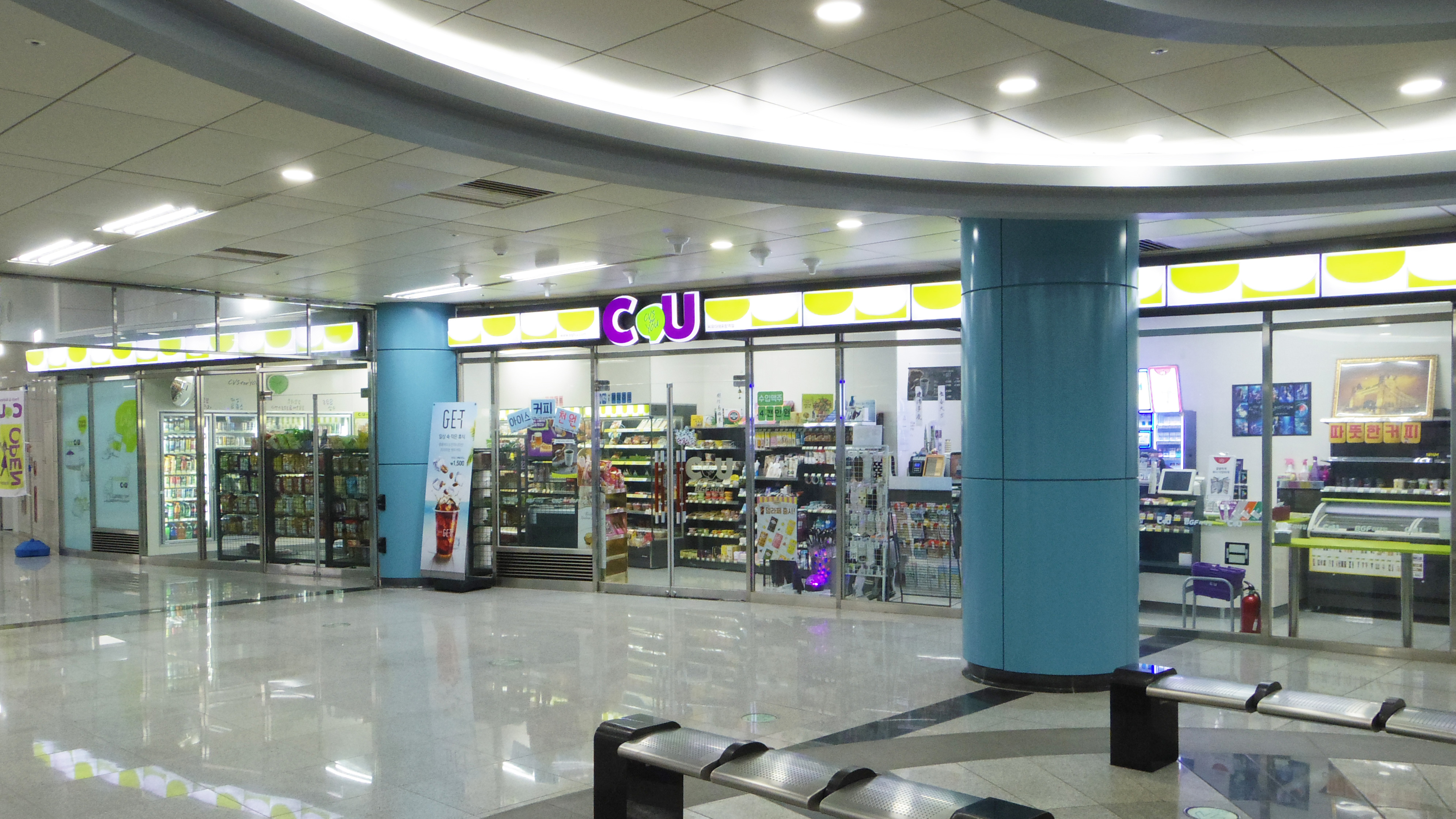
CU多大浦港駅店（2018年4月）

### のりば
| 上り | 1号線 | 多大浦海水浴場方面 |
| 下り | 1号線 | 老圃方面           |

## 歴史
- 2017年4月20日 - 1号線多大浦海水浴場 - 新平間延伸に伴い開業[1]。

## 駅周辺
- 多大浦港
- 海洋警察庁
- 釜山沙下警察署多大1治安センター
- 多大1洞行政福祉センター
- 多大初等学校
- 多大中学校
- 釜山多大洞郵便局
- 国民銀行多大洞支店
- NH農協銀行多大浦支店
- 新韓銀行多大浦支店
- 韓進重工業多大浦工場
- ウリワン病院

## 隣の駅
釜山交通公社
 1号線
多大浦海水浴場駅 (095) - 多大浦港駅 (096) - ナッケ駅 (097)